# Nimisjärvi
Nimisjärvi är en sjö i Finland. Den ligger i kommunen Vaala i landskapet Norra Österbotten, i den centrala delen av landet, 500 km norr om huvudstaden Helsingfors. Nimisjärvi ligger 123,6 meter över havet. Arean är 1,69 kvadratkilometer och strandlinjen är 6,96 kilometer lång. Sjön  ingår i Uleälvens huvudavrinningsområde. 